# Destacamento
Destacamento är en bergstopp i Antarktis. Den ligger i Sydshetlandsöarna. Argentina, Chile och Storbritannien gör anspråk på området. Toppen på Destacamento är 1 meter över havet.
Terrängen runt Destacamento är varierad. Havet är nära Destacamento åt nordost. Trakten är glest befolkad. Närmaste befolkade plats är Maldonado Station, 18,6 kilometer norr om Destacamento. 